# Adrien Quertinmont
Adrien Quertinmont, né le 24 décembre 1993 à Charleroi, est un judoka belge qui évolue dans la catégorie des moins de 60 kg (super-légers). Il est le Champion de Belgique en titre dans cette catégorie .

## Apprentissage
- Il a appris les bases du judo au Judo Club Nagato d'Ham-sur-Heure, auprès de Willem Tieleman puis s'est perfectionné au Asahi Marcinelle, auprès de Dominique Cardarelli [2].
- Il est actuellement affilié au Royal judo club Inter Gembloux-Wavre (IGW) et son entraineur est Cédric Taymans [2],[3].

## Championnat de Belgique
Adrien est monté, à ce jour, 7 fois sur le podium du  Championnat de Belgique de judo, tout au long de sa jeune carrière.

Dont par trois fois, avec le titre de Champion de Belgique .
|                         | Niveau | Cat.   | 2007 | 2008 | 2009 | 2010 | 2011 | 2012 | 2013 | 2014 | 2015 |
| ----------------------- | ------ | ------ | ---- | ---- | ---- | ---- | ---- | ---- | ---- | ---- | ---- |
| Championnat de Belgique | Senior | -60 kg | x    | x    | x    | x    | x    | x    | x    | 1er  | -    |
| Championnat de Belgique | Junior | -60 kg | x    | x    | x    | x    | x    | x    | 3e   | .    | .    |
| Championnat de Belgique | Junior | -55 kg | x    | x    | x    | 2e   | 2e   | -    | .    | .    | .    |
| Championnat de Belgique | Espoir | -50 kg | x    | x    | 3e   | .    | .    | .    | .    | .    | .    |
| Championnat de Belgique | Espoir | -42 kg | x    | 1er  | .    | .    | .    | .    | .    | .    | .    |
| Championnat de Belgique | Cadet  | -34 kg | 1er  | .    | .    | .    | .    | .    | .    | .    | .    |

## Palmarès International

### Junior (2010-2013)
Dans la catégorie super-légers (-55 kg) :
- Championnats du Monde
  - 7e aux Championnats du Monde Juniors de Ljubljana 2013
- Championnats d'Europe
  - 5e aux Championnats d'Europe Junior 2011 à Lommel, Belgique.
  -  Médaille d'or aux Championnats d'Europe Junior 2012 à Porec, Slovénie.
- Compétitions internationales
  - à compléter ...

tableau
| Compétition           | Cat.   | 2010 | 2011       | 2012 | 2013       |
| --------------------- | ------ | ---- | ---------- | ---- | ---------- |
| Championnats du monde | -60 kg | -    | 1/16 perdu | -    | 7e         |
| Championnats d'Europe | -55 kg | -    | 5e         | 1er  | 1/16 perdu |

### Sénior
Dans la catégorie super-légers (-60 kg), ses classements sont :
- Europe : Compétition EJU
  - classement EJU Sénior U60 : 6e avec 84 points (15/06/2015)
  - 2014
    -  Médaille d'or à la European Judo Cup (Top Ranking) d'Helsingborg () 2014 [5],[1].

  - 2015
    - 5e place à la European Judo Cup (Top Ranking) de Celje () 2015.

- Monde : Compétition IJF
  - classement IJF Sénior U60 : 117e mondial avec 68 points (15/06/2015)[6]
  - 2015
    - 7e place au Tournoi World Cup de Casablanca 2015.
    - 7e place au Tournoi World Cup de Bucarest 2015 [7].

tableau des résultats 
| Compétition                      | Cat.             | 2014 | 2015 | 2016 | 2017 | 2018 | 2019 | 2020 | 2021 | 2022 | 2023 | 2024 |
| -------------------------------- | ---------------- | ---- | ---- | ---- | ---- | ---- | ---- | ---- | ---- | ---- | ---- | ---- |
| Jeux olympiques                  | -60 kg           |      |      | x    |      |      |      | ...  |      |      |      | ...  |
| Championnats du monde            | -60 kg           | -    | ...  | ...  | ...  | ...  | ...  | ...  | ...  | ...  | ...  | ...  |
| Championnats d'Europe            | -60 kg           | -    | ...  | ...  | ...  | ...  | ...  | ...  | ...  | ...  | ...  | ...  |
| Compétitions de la World Cup IJF | 1er              | -    | ...  | ...  | ...  | ...  | ...  | ...  | ...  | ...  | ...  | ...  |
| Compétitions de la World Cup IJF | 2e               | -    | ...  | ...  | ...  | ...  | ...  | ...  | ...  | ...  | ...  | ...  |
| Compétitions de la World Cup IJF | 3e               | -    | ...  | ...  | ...  | ...  | ...  | ...  | ...  | ...  | ...  | ...  |
| Compétitions de la World Cup IJF | 5e               | -    | ...  | ...  | ...  | ...  | ...  | ...  | ...  | ...  | ...  | ...  |
| Compétitions de la World Cup IJF | 7e               | -    | 2    | ...  | ...  | ...  | ...  | ...  | ...  | ...  | ...  | ...  |
| Compétitions de la World Cup IJF | 1er tour gagnant | 1    | 4    | ...  | ...  | ...  | ...  | ...  | ...  | ...  | ...  | ...  |
| Compétitions de la World Cup IJF | 1er tour perdant | 1    | 1    | ...  | ...  | ...  | ...  | ...  | ...  | ...  | ...  | ...  |

## Anecdotes
- Adrien est résident d'Ham-sur-Heure, dans l'entité d'Ham-sur-Heure-Nalinnes, au sud de Charleroi[2].